# Ciúme sexual

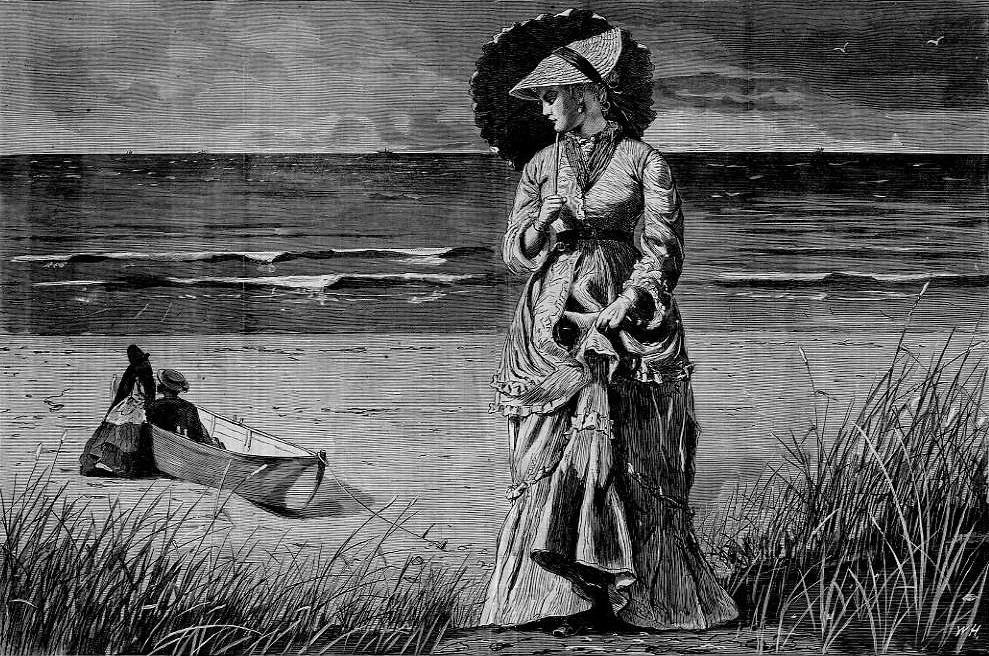
Dois são Companhia, Três Não São Nenhum, 1872, uma gravura em madeira de Winslow Homer

Ciúme sexual é uma forma especial de ciúme em relacionamentos sexuais, baseada na suspeita ou iminência de infidelidade sexual. O conceito é estudado no campo da psicologia evolucionária.

## Fundamentos
Psicólogos evolucionários sugeriram que existe uma diferença de gênero no ciúme sexual, impulsionada pelas diferentes biologias reprodutivas de homens e mulheres. A teoria propõe que um homem percebe uma ameaça ao futuro de seu relacionamento, pois pode ser enganado e acabar criando filhos que não são seus. Em contraste, uma mulher corre o risco de perder o relacionamento e todos os benefícios a ele associados para outra pessoa. Pesquisas demonstraram que os homens são mais afetados pela infidelidade sexual, enquanto as mulheres são mais afetadas pela infidelidade emocional.
Uma explicação alternativa é a partir de uma perspectiva sociocognitiva. Tipicamente, os homens atribuem importância à sua masculinidade e dominância sexual. Quando a parceira do homem comete infidelidade sexual, esses dois componentes do seu ego ficam severamente ameaçados. As mulheres estão mais emocionalmente investidas em um relacionamento e, portanto, experimentam uma ameaça à sua autoimagem quando um parceiro comete infidelidade, estando mais preocupadas com o risco para o conteúdo emocional do que para o sexual.
Algumas pesquisas sugeriram que não há diferenças de gênero no ciúme sexual, concluindo que homens e mulheres experimentam igualmente angústia em relação à infidelidade emocional e sexual. O ciúme sexual é universal em diferentes culturas, mas a forma como se manifesta pode variar entre elas.

## Comportamentos específicos por gênero

### Feminino

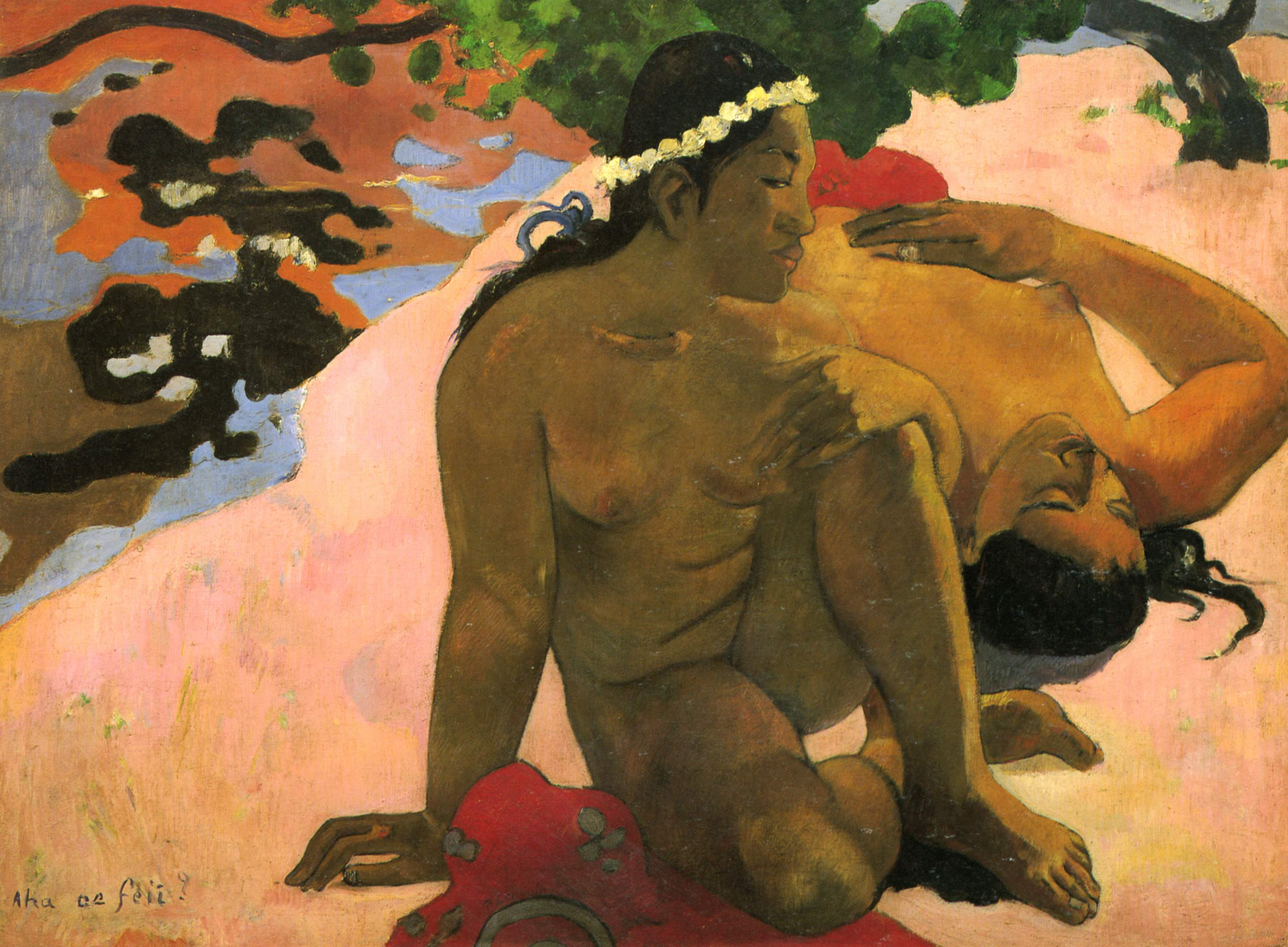
Você Está com Ciúmes? por Paul Gauguin. Baseada em um episódio da vida real durante a estadia de Gauguin no Taiti, a pintura mostra duas mulheres taitianas.

Psicólogos descobriram que os homens reagem de forma muito intensa à infidelidade sexual, enquanto as mulheres tendem a perdoar uma aventura sexual única se ela não ameaçar o investimento parental masculino. Portanto, o ciúme tende a ser despertado em mulheres se elas sentirem que seu parceiro pode deixá-las por outra mulher; isso se mostrou mais provável de ocorrer se o homem cometer infidelidade emocional. A infidelidade emocional ocorre quando um dos parceiros desenvolve um apego emocional significativo com alguém fora do relacionamento romântico principal.

#### Ciúme emocional
Muitos estudos demonstraram que as mulheres tendem a dar maior ênfase ao aspecto emocional da infidelidade em detrimento do aspecto sexual; é essa infidelidade emocional que se torna o foco do ciúme sexual feminino. A evidência mais direta do foco feminino no ciúme emocional provém de Buss et al. (1992) que apresentaram aos participantes cenários nos quais lhes foi pedido que escolhessem entre a infidelidade sexual e a infidelidade emocional de um parceiro como o evento mais angustiante. Eles descobriram que mais mulheres do que homens relataram a infidelidade emocional do parceiro como o evento mais angustiante. Além de utilizar medidas de autorrelato, os pesquisadores mensuraram as respostas fisiológicas dos participantes (frequência cardíaca e atividade eletrodérmica) aos cenários; verificou-se que as mulheres também ficavam mais perturbadas, fisiologicamente, com a ideia de seus parceiros cometerem infidelidade emocional.

### Masculino
O ciúme sexual masculino funciona para defender a confiança paterna, e é provável que tenha evoluído através da seleção natural para prevenir a cuckoldry — uma ameaça aos homens, já que eles correm o risco de gastar recursos para manter os descendentes biológicos de outros. A reação masculina manifesta-se estereotipadamente como a emoção do ciúme, utilizando ou ameaçando a violência para proteger a exclusividade sexual, e, assim, a inclinação para controlar as mulheres. Essa ideia de que os homens garantem a exclusividade sexual também levou à criação de leis sobre adultério.[carece de fontes?]
Do ponto de vista evolucionário, o ciúme sexual surge dessa ameaça de investir em descendentes que não são biologicamente relacionados, e, portanto, é mais intensamente sentido em relação à infidelidade sexual do parceiro do que à sua infidelidade emocional. Ela pode assumir várias formas no comportamento: agressão e violência, além de possessividade ou comportamento controlador em relação ao parceiro. Em alguns casos, o ciúme sexual pode levar ao uxoricídio. Ameaças ao relacionamento também podem surgir de outras fontes, como a presença de rivais, sinais de infidelidade e insatisfação do parceiro com o relacionamento. O ciúme mórbido também ocorre juntamente com o ciúme sexual masculino – uma obsessão com pensamentos sobre a suposta infidelidade sexual do parceiro. Uma meta-análise de 2012 constatou que o ciúme sexual em homens também pode levar à experiência de emoções como angústia, dor e repulsa.

## Expressão

### Expressão em mulheres

#### Agressão
Embora a maior parte da pesquisa empírica sugira que os homens são mais propensos a agir de forma agressiva em resposta ao ciúme sexual, alguns estudos demonstraram que as mulheres também podem apresentar agressividade e violência.
Observou-se que as mulheres relatam que seu ciúme sexual hipotético se manifestaria como raiva e agressão física contra o homem. Sugere-se que isso ocorre porque as mulheres são mais empáticas em relação à "vítima", o que desencadeia uma forte agressividade contra o homem infiel. No entanto, não se sabe se esses relatos hipotéticos se transformariam em ações em situações da vida real. Além disso, estatísticas sobre violência doméstica continuam a mostrar que, em relacionamentos, são principalmente os homens que abusam, e não as mulheres.
Porque é a mulher quem, em última instância, escolhe o parceiro, a agressividade causada pela infidelidade pode ser direcionada à rival feminina. Como resultado, quando uma mulher está próxima de uma potencial rival, ela pode ser mais propensa do que um homem a anunciar que sua companheira está comprometida e a se esforçar para melhorar sua aparência perante seu cônjuge.

#### Autoculpa
Após a infidelidade, as mulheres tendem a concentrar seu ciúme sexual em seu próprio relacionamento e em autoculpa. Elas também têm maior probabilidade de experimentar sintomas de depressão após a infidelidade. Evidências para a interpretação de que, em situações de ciúme, as mulheres se concentram mais em seu próprio desempenho como parceiras provêm de pesquisas de Dijkstra e Buunk (2002). Essa pesquisa sugere que, ao contrário do ciúme masculino, o ciúme feminino tem origem mais na comparação entre as próprias qualidades e as da rival. Quanto maior o nível de comparação social, uma característica de personalidade que se refere à tendência de comparar as próprias características com as dos outros, mais intensos são os ciúmes provocados por várias características da rival.

### Expressão em homens

#### Comportamento de proteção do parceiro
Uma forma de ciúme sexual masculino é a proteção do parceiro. Essa tática é utilizada para prevenir a infidelidade do parceiro e, assim, pode ser empregada quando há ameaças percebidas no ambiente. Isso resulta em diversos comportamentos, e pesquisadores documentaram até 19 táticas diferentes utilizadas. Isso inclui (mas não se limita a):
- Violência (ou pelo menos hostilidade) direcionada aos concorrentes,
- Ocupação de todo o tempo do parceiro de modo que ele não tenha tempo para conhecer outros potenciais parceiros,
- Manipulação emocional do parceiro,
- Aumento dos sinais de posse com joias, roupas, carros, etc.,
- Melhoria de sua aparência (por exemplo, arrumar o cabelo, as roupas, etc.).

#### Estilo de apego
De acordo com a teoria do apego, a qualidade das interações de uma criança com seus cuidadores durante momentos de necessidade molda suas interações futuras; isso inclui os relacionamentos posteriores. Pesquisas demonstraram que indivíduos com apego inseguro-evitativo tendem a relatar mais ciúme sexual do que aqueles com apego seguro. Isso pode ser devido ao fato de que, em comparação com os indivíduos com apego seguro, aqueles com apego inseguro tendem a experimentar níveis mais baixos de confiança, intimidade e estabilidade em seus relacionamentos românticos. Evidências sugerem que pessoas com baixa autoestima têm muito mais medo de que seu parceiro esteja insatisfeito e sendo infiel, o que, novamente, aumenta a probabilidade de que experimentem ciúme sexual.

### Desejo sexual
Desejo sexual, também conhecido como libido, é a necessidade fisiológica de atividade sexual. Verificou-se que o desejo sexual é um preditor significativo de um ciúme sexual mais elevado em homens e mulheres; aqueles que possuem um desejo sexual mais intenso demonstraram maior angústia com a ideia de seu parceiro cometer infidelidade sexual. Isso é consistente com outras pesquisas empíricas que demonstraram que indivíduos que valorizam muito a gratificação sexual têm mais probabilidade de se angustiar com a infidelidade sexual. Para explicar esse achado, pesquisadores sugeriram que a principal ameaça que a infidelidade sexual representa para indivíduos com um alto desejo sexual é a perda de acesso à gratificação sexual, uma vez que seu parceiro está concedendo acesso sexual a uma terceira pessoa.

### Qualidade do relacionamento
Pesquisas demonstraram que indivíduos que relataram altos níveis de ciúme possuíam relacionamentos mais estáveis e bem-sucedidos do que aqueles que relataram níveis comparativamente baixos de ciúme. Além disso, indivíduos em relacionamentos comprometidos tendem a experimentar níveis mais elevados de ciúme do que aqueles em relacionamentos menos comprometidos. Para explicar isso, pesquisadores propuseram que aqueles que estão em relacionamentos de melhor qualidade e mais comprometidos têm mais a perder se seu parceiro os deixar por outra pessoa, e, portanto, se preocupam mais com a infidelidade. Assim, esses indivíduos experimentam um ciúme sexual maior se sentirem que o relacionamento está ameaçado.

## Explicações
Pesquisadores propuseram várias teorias para explicar o ciúme sexual tanto em homens quanto em mulheres. Além disso, algumas dessas explicações podem ser utilizadas para explicar as diferenças de gênero no ciúme sexual e por que podem existir variações no grau de ciúme experimentado pelas pessoas.

### Perspectiva da psicologia evolucionária
Psicólogos evolucionários propõem que a função central do ciúme sexual é manter o acesso a um parceiro valioso. Essa explicação é conhecida como ciúme como um módulo inato específico, "JSIM". De acordo com essa perspectiva, o ciúme sexual deve ser ativado por ameaças ao relacionamento; em particular, ameaças de infidelidade sexual por parte da mulher e ameaças de que o homem possa compartilhar seus recursos (dinheiro, proteção ou tempo) com outra mulher. Para os homens, a maior preocupação ao se comprometerem em um relacionamento é garantir que qualquer descendente produzido seja biologicamente seu; portanto, a infidelidade sexual é uma grande ameaça para eles, pois há a possibilidade de que não sejam o genético pai. Se um homem cria uma criança que não é geneticamente dele, ele terá, de fato, desperdiçado seus recursos criando o filho de outro homem que não transmitirá nenhum de seus genes.
Como as mulheres têm certeza genética ao dar à luz, isso não é uma preocupação para elas. No entanto, elas enfrentam um problema evolucionário diferente. Se o parceiro da mulher se apegar emocionalmente a outra mulher, há uma chance real de que o homem possa compartilhar seus recursos com a outra ou até mesmo abandonar o relacionamento atual. De qualquer forma, a mulher perde parte do investimento parental do homem, e a perda dos recursos do seu parceiro pode reduzir significativamente a sobrevivência dela e de sua prole.
A perspectiva da psicologia evolucionária foi apoiada por um estudo conduzido por David Buss. Ele observou que o ciúme sexual masculino é desencadeado pela infidelidade sexual, enquanto o ciúme sexual feminino é desencadeado pela infidelidade emocional. O estudo concluiu que o ciúme sexual pode ser uma função adaptativa que é ativada para manter o acesso a um parceiro valioso.
Os pesquisadores David Buss e Todd Shackleford propuseram e testaram várias hipóteses sobre o ciúme sexual:
1. Homens dedicarão mais recursos à retenção do parceiro quando sua parceira for mais jovem do que quando a parceira for mais velha do que eles. Essa hipótese se baseia no princípio evolucionário do valor do parceiro. Mulheres mais jovens provavelmente terão um valor de parceiro maior porque são mais férteis. Portanto, prevê-se que os homens se engajem em comportamentos de retenção do parceiro com maior frequência quando sua parceira for mais jovem.
2. Novamente, com base no princípio do valor do parceiro, há a previsão de que os homens dedicarão mais recursos à retenção do parceiro quando sua parceira for percebida como mais atraente fisicamente do que quando ela for percebida como menos atraente fisicamente. Mulheres que são fisicamente atraentes possuem um valor de parceiro maior do que aquelas que são menos atraentes.
3. Mulheres dedicarão mais recursos à retenção do parceiro quando seu parceiro possuir uma grande quantidade de recursos do que mulheres cujos parceiros têm poucos recursos. Essa hipótese também se baseia no princípio do valor do parceiro. Homens que possuem mais recursos e riqueza têm um valor de parceiro maior do que aqueles que não os possuem.
4. Se um homem percebe sua parceira como tendo um valor de parceiro maior do que o dele, então ele é mais propenso a se engajar em esforços de retenção do parceiro do que homens que percebem suas parceiras como tendo um valor de parceiro menor ou igual ao deles. Essa hipótese se baseia no valor de parceiro percebido. Se a parceira de um homem tem um valor de parceiro maior do que o dele, é mais provável que ela consiga atrair outros homens que possam ter um valor de parceiro similar ao dela. Assim, o homem corre um risco maior de perdê-la para outro homem com um valor de parceiro mais alto.
5. Indivíduos que suspeitam que seus parceiros estão sendo infiéis têm maior probabilidade de dedicar esforços à retenção do parceiro do que aqueles que não suspeitam de infidelidade. Essa hipótese baseia-se na probabilidade percebida de infidelidade. Os homens correm o risco de serem enganados e acabarem criando filhos que não são geneticamente seus, e as mulheres correm o risco de perder os recursos e o tempo do parceiro.

As pesquisas deles forneceram evidências para apoiar todas as hipóteses acima, exceto a hipótese 5; esse efeito foi exclusivo dos homens. Isso sugere que uma mulher que suspeita que seu parceiro masculino está sendo infiel não é necessariamente mais propensa a dedicar mais esforço para retê-lo:
Poder-se-ia especular que a infidelidade sexual de um parceiro sinaliza uma perda menor para as mulheres do que para os homens, dada a lógica reprodutiva da incerteza paterna, mas essa explicação não se coaduna com os achados de que as mulheres ficam tão chateadas quanto os homens com a infidelidade de um parceiro, especialmente quando ela representa um relacionamento sério e emocionalmente envolvido (Buss et al., 1992).

### A hipótese do tiro duplo
Esta hipótese contradiz a perspectiva evolucionária. Ela propõe que essas diferenças de gênero nos sentimentos de ciúme sexual derivam de crenças, em vez de serem traços evoluídos.
A hipótese do tiro duplo (também conhecida como hipótese dois-por-um) sugere que as mulheres acreditam que os homens podem ter relações sexuais sem se comprometer emocionalmente. As mulheres também acreditam que, para que os homens se comprometam emocionalmente, o sexo é um pré-requisito. Portanto, se homens e mulheres atribuem importância a diferentes aspectos do relacionamento, isso explica por que eles podem se aborrecer de maneira diferente por distintos tipos de ciúme sexual.

### Perspectiva sociocognitiva
Como ambas as formas de ciúme são ameaçadoras para homens e mulheres, a perspectiva sociocognitiva sugere que não existem diferenças de gênero inerentes, induzidas evolutivamente. Em vez disso, acredita-se que tanto o ciúme emocional quanto o sexual ocorram quando um indivíduo acredita que um rival representa uma ameaça ao que ele percebe ser um relacionamento interpessoal valioso. Quando o relacionamento ou a autoestima é ameaçada, o ciúme é despertado.
A perspectiva também fornece explicações sobre por que os homens ficariam mais abalados com a infidelidade sexual do que as mulheres. Os homens são socializados para serem masculinos, o que inclui possuir grande aptidão sexual. Se a parceira de um homem comete infidelidade sexual, isso coloca em dúvida sua aptidão sexual e, portanto, ameaça sua masculinidade. Isso resulta em uma reação forte e negativa em resposta à infidelidade sexual, reação essa que não tende a ocorrer em resposta à infidelidade emocional. Em contraste, as mulheres são ensinadas a ser cuidadoras emocionais em um relacionamento; portanto, se seu parceiro comete infidelidade emocional, isso pode ameaçar sua autoimagem mais do que se ele cometesse infidelidade sexual.
A perspectiva sociocognitiva também propõe o modelo transacional do ciúme, que pode ser utilizado para explicar por que podem existir diferenças no grau em que os indivíduos experimentam ciúme sexual tanto dentro dos gêneros quanto entre eles. Esse modelo examina como três variáveis – (1) capacidade de excitação fisiológica, (2) comprometimento e, (3) insegurança – moderam o ciúme.
1. As diferenças individuais no ciúme sexual são determinadas pela variação nos níveis de excitação fisiológica: indivíduos que são facilmente excitáveis apresentam reações ciumentas mais intensas do que aqueles com excitação fisiológica mais baixa.
2. Comprometimento refere-se ao grau de dedicação que uma pessoa tem em um relacionamento: quanto mais comprometida a pessoa estiver, maior será a ameaça de perda, o que leva a sentimentos mais intensos de ciúme.
3. Insegurança refere-se ao nível percebido de comprometimento do parceiro: se percebemos que nosso parceiro está desinteressado ou não envolvido no relacionamento, sentimos mais insegurança.[36]

O grau em que esses fatores são experimentados em conjunto determina a intensidade do ciúme sexual sentido pelo indivíduo.

## Cultura
O ciúme sexual é universal em diferentes culturas em países industrializados e afeta tanto homens quanto mulheres. No entanto, a intensidade do ciúme sexual varia entre as culturas. O ciúme sexual é fortemente mediado pela cultura tanto em casais heterossexuais quanto homossexuais. Diz-se que é prevalente em homens de culturas patriarcais (onde a hereditariedade ocorre pelo lado masculino).

### Evocação
Existem diferenças interculturais nos comportamentos que evocam o ciúme sexual. Especificamente, um estudo focou em sete países diferentes: Hungria, Irlanda, México, Países Baixos, União Soviética, Estados Unidos e Iugoslávia. Verificou-se que diferentes comportamentos provocam diferentes intensidades de ciúme sexual. Por exemplo, flertar, beijar e envolvimento sexual evocam ciúme sexual em todas essas nações. No entanto, dançar, abraçar e beijar provocam reações muito distintas entre as culturas. Na União Soviética, o ciúme sexual é mais pronunciado em comportamentos de dança, abraço, flerte e beijo. Participantes iugoslavos demonstram o ciúme sexual mais intenso ao comportamento de flerte, mas o menos intenso ao beijo. Participantes holandeses apresentam o ciúme sexual mais baixo em resposta a comportamentos de beijo, dança e abraço.[carece de fontes?]

### Em culturas ocidentais
Sociedades que permitem relações sexuais extraconjugais frequentemente desencorajam o ciúme sexual. Por exemplo, na Dinamarca, taxas muito baixas de ciúme sexual são determinadas pela desaprovação de apenas 10% das relações extraconjugais. Por outro lado, indivíduos no Meio-Oeste americano apresentam altos níveis de ciúme sexual, o que corresponde à desaprovação de 90% das relações extraconjugais.
Homens americanos também demonstram mais ciúme sexual em comparação com homens alemães quando questionados sobre qual situação lhes causaria maior angústia: i) um parceiro que desenvolveu um forte apego emocional com outra pessoa ou ii) um parceiro que teve relações sexuais passionais com outra pessoa. O cenário i) mediu o ciúme emocional e o cenário ii) mediu o ciúme sexual. Os homens americanos relataram 33% mais ciúme sexual e emocional em comparação com os homens alemães.
O maior ciúme sexual observado em homens americanos pode ser porque, na cultura americana, amor, sexo, relações familiares e casamento estão fortemente interligados. Assim, quando os parceiros se envolvem com outros, a perda do amor e do relacionamento e, consequentemente, o ciúme sexual, provavelmente serão sentidos.
Adicionalmente, na cultura ocidental, as mulheres têm mais probabilidade do que os homens de provocar ciúme sexual. Induzir o ciúme sexual serve para aumentar a atenção do parceiro em sua direção e contrabalançar o ciúme sexual e emocional.
Entretanto, a cultura ocidental atualmente é predominantemente monogâmica, o que é muito diferente dos ambientes nos quais a maior parte da evolução ocorreu até agora. Portanto, evolutivamente, é provável que diferentes culturas passadas também tenham apresentado diferenças no ciúme sexual.

### Em culturas asiáticas ou orientais
Comparações interculturais entre China e Estados Unidos revelam que, independentemente da nação, os homens demonstram mais ciúme sexual do que as mulheres. As mulheres apresentam níveis significativamente mais altos de ciúme emocional. Em contraste, entre as nações, tanto homens quanto mulheres dos Estados Unidos demonstram mais ciúme sexual do que os indivíduos chineses.
Na Índia contemporânea, o ciúme sexual é uma causa primária de violência contra as mulheres em comparação com outras causas. Em uma amostra indiana, aproximadamente cinquenta e um por cento da violência contra as mulheres foi atribuída ao ciúme sexual.
Historicamente, entre 1880 e 1925, houve um grande número de suicídios entre imigrantes indianos em plantações nas Fiji, com relatos atribuindo esses casos ao ciúme sexual. O ciúme sexual era elevado entre esses imigrantes devido à desproporção entre os sexos: um grande número de homens para um baixo número de mulheres. Nos relatos de suicídio, o ciúme sexual foi descrito como um "traço racial" pertencente aos homens indianos e era evocado quando homens europeus dormiam com mulheres indianas durante a era da colonização europeia da Índia.

## Explicações para as diferenças interculturais

### Modelo da psicologia evolucionária
As diferenças nos sentimentos de ciúme entre culturas sustentam o modelo da psicologia evolucionária. Pesos diferentes são atribuídos aos gatilhos do ciúme sexual dependendo da cultura. Em culturas liberais, o esforço de acasalamento masculino é baseado no número de mulheres com quem o homem teve relações sexuais. Esses homens, portanto, investem menos tempo em cada mulher e, consequentemente, demonstram menos ciúme sexual.

### Certeza paterna
A certeza paterna é o grau em que um homem sabe ou acredita que o filho de uma mulher é seu.
Em sociedades poligâmicas, os homens sentem um ciúme sexual maior quando há baixa certeza paterna. Isso ocorre porque eles não querem arriscar desperdiçar tempo, energia e recursos em uma criança que não é sua.
As diferenças socioeconômicas entre as culturas também afetam a certeza paterna. Em um país de fertilidade natural, isto é, onde o controle de natalidade não é praticado, como a Namíbia, 96% dos homens demonstram ciúme sexual.
Além disso, há uma maior probabilidade de perda de paternidade e incerteza paterna quando há falta de contraceptivos. Isso fornece uma explicação para o fato de que países industrializados tendem a apresentar níveis mais baixos de ciúme sexual em comparação com países pré-industrializados.

## Links externos
- Buss, D. M.; Schmitt, D. P. (1993). «Teoria das estratégias sexuais: uma perspectiva evolucionária sobre o acasalamento humano» (PDF). Psychological Review. 100 (2): 204–232. PMID 8483982. doi:10.1037/0033-295x.100.2.204
- Pines, A.; Aronson, E. (1983). «Antecedentes, correlatos e consequências do ciúme sexual». Journal of Personality. 51 (1): 108–136. doi:10.1111/j.1467-6494.1983.tb00857.x
- Wiederman, M. W.; Allgeier, E. R. (1993). «Diferenças de gênero no ciúme sexual: explicação adapcionista ou de aprendizagem social?». Ethology and Sociobiology. 14 (2): 115–140. doi:10.1016/0162-3095(93)90011-6
- Mais informações sobre ciúme e proteção do parceiro em homens e mulheres
- Daly, M.; Wilson, M.; Weghorst, S. J. (1982). «Ciúme sexual masculino». Ethology and Sociobiology. 3 (1): 11–27. doi:10.1016/0162-3095(82)90027-9
- Harris, C. R. (2002). «Ciúme sexual e romântico em adultos heterossexuais e homossexuais». Psychological Science. 13 (1): 7–12. PMID 11892782. doi:10.1111/1467-9280.00402